# ヴィジャイ・シング
ヴィジャイ・シング（Vijay Singh, 1729年11月6日 - 1793年7月17日）は、北インドのラージャスターン地方、マールワール王国の君主（在位：1752年 - 1753年、1772年 - 1793年）。

## 生涯

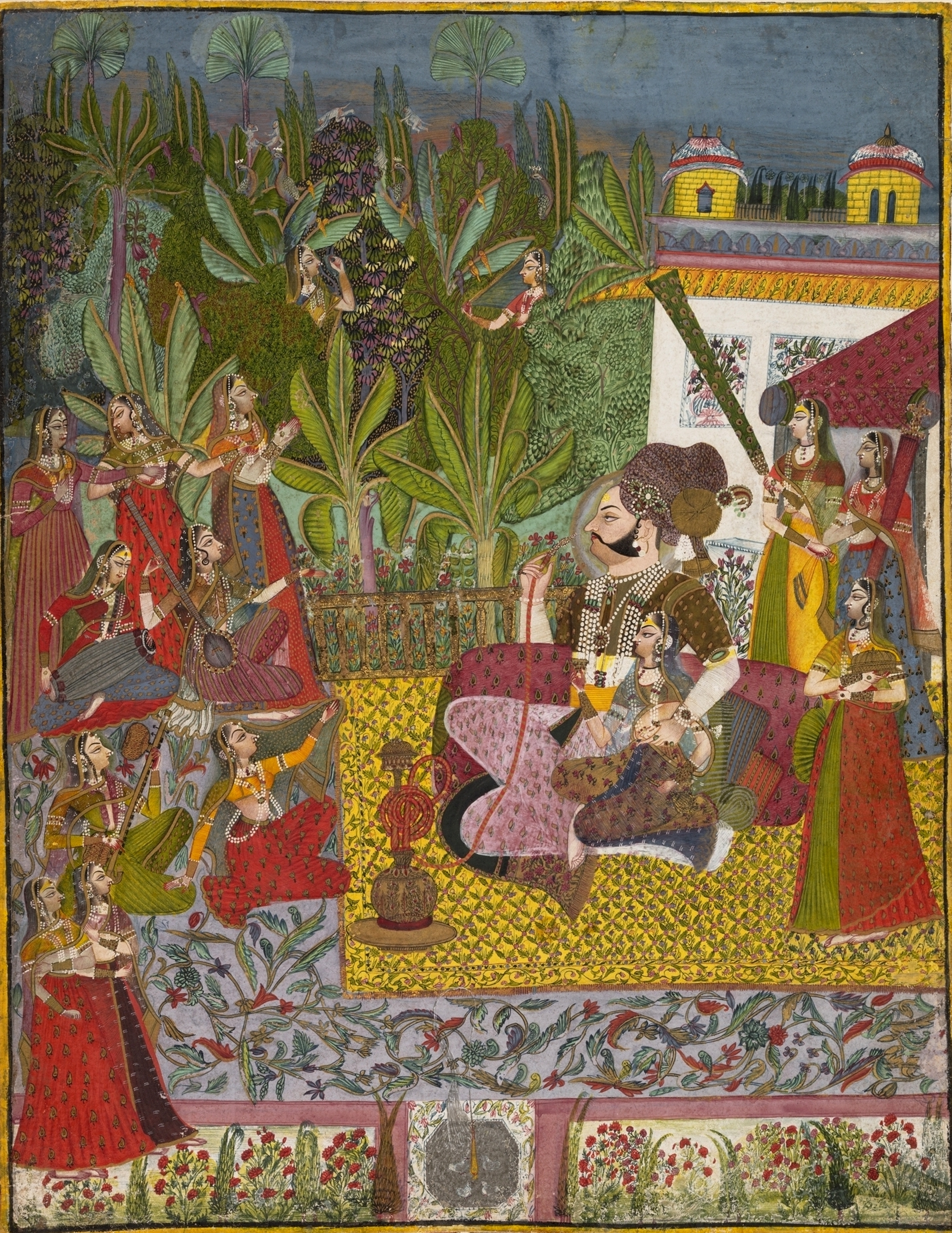
自らのハーレムで過ごすヴィジャイ・シング（1770年頃）

1729年11月6日、ヴィジャイ・シングはマールワール王国の君主バクト・シングの息子として、ジョードプルで誕生した。
1752年9月21日、父バクト・シングが死亡すると、ヴィジャイ・シングが王位を継承した。その後、帝国からアジュメールを、メーワール王国からはウマルコート、ゴードワールを奪取した。
1753年、ヴィジャイ・シングは従兄弟のラーム・シングによって王位を奪われた。
1772年9月、ラーム・シングが死亡すると、ヴィジャイ・シングが復位した。ヴィジャイ・シングはその治世の間、王国を守るためにマラーター勢力との戦いに追われた。
1793年7月17日、ヴィジャイ・シングはジョードプルで死亡した。死後、孫のビーム・シングが王位を継承した。